# Volcán Paco
Volcán Paco (alternativamente también conocido como Manlayao) es un volcán inactivo, clasificado como  estratrovolcán que se eleva a unos 524 metros de altura, situado en las coordenadas geográficas  9º 35,6 'N, 125 º 31,1' Este, en la provincia de Surigao del Norte, región de Caraga, en el noreste isla de Mindanao, al sur del país asiático de las Filipinas, entre el Lago Mainit y la ciudad de Surigao.
Su última erupción se cree se produjo en el Holoceno y el material de la base del volcán está compuesto de Basalto.